# Alice Diamond
Alice Diamond (nata Alice Elizabeth Black; Londra, 22 giugno 1896 – Londra, 1952) è stata una criminale britannica legata al taccheggio organizzato.

## Primi anni di vita
Alice Diamond nacque con il nome di Alice Elizabeth Black al Lambeth Workhouse Hospital di Londra il 22 giugno 1896 da Thomas Diamond e Mary Ann Alice Blake. I suoi genitori avevano fatto domanda per un parto di maternità sotto il nome di Black prima di sposarsi per evitare lo stigma di una nascita illegittima. Tuttavia, dato che si sposarono poco prima della nascita di Alice, questo risolse il problema.
Il padre di Alice, Thomas Diamond, aveva almeno tre condanne penali, inclusa una per aver aggredito il figlio del Lord sindaco di Londra in un incontro politico, colpendo la sua testa con una lastra di vetro di una porta, ferendolo gravemente. La madre di Alice nacque con il cognome Geary e prese il nome di Blake quando i suoi genitori si sposarono. Aggiunse Ann e Alice al suo nome in momenti casuali. Alice era la primogenita di sette figli. Una sorella più giovane, Louisa, si unì alla banda delle Forty Elephant di cui Alice Diamond divenne leader e che le diede il titolo di "Regina delle Quaranta Ladrone" e, in seguito, "Regina delle Forty Elephants", a causa della loro connessione alle strade intorno al quartiere di Elephant and Castle, nel sud-est di Londra. Un fratello, Tommy, divenne membro di una delle famigerate gang di Elephant and Castle.

## Carriera
La carriera criminale di Alice iniziò nel 1912 quando fu arrestata, insieme a Mary Austin, che in seguito avrebbe sposato il gangster del nord di Londra Frederick Sabini, per aver rubato del cioccolato. Seguirono una serie di condanne per furto e nel 1915 fu definita dalla polizia e dai giornali come la "Regina delle Quaranta Ladrone", successore di Mary "Polly" Carr, che aveva precedentemente detenuto il titolo.
Alice aveva assunto la guida di una grande ed esperta banda di taccheggiatori organizzati. Fu un abile organizzatore di grandi spedizioni attraverso il West End di Londra e diffuse la sua impresa nelle province quando Londra divenne "calda". Il suo principale luogotenente era la volubile e violenta Maggie Hill, nata Margaret Lily Hill in una criminale famiglia del nord di Londra che aveva generato anche Billy Hill, soprannominato "Boss of Britain's Underworld".
Anche se Alice, Maggie e le altre scontarono pene detentive, ritennero che ne fosse valsa la pena, l'alternativa essendo una vita di povertà. La banda era nota per i vestiti eleganti e le feste sfrenate. Potevano "indossare il lusso" e acquistare beni valutati a centinaia di sterline da negozi prestigiosi utilizzando indumenti speciali e tecniche di distrazione intelligenti. Il loro bottino preferito erano pellicce e foulard di seta che erano merci costose tra le due guerre mondiali. Erano note per guidare auto veloci. Alice Diamond era alta più di cinque piedi e otto pollici in un momento in cui l'altezza media di un uomo era di cinque piedi e sei pollici. Portava anelli di diamanti sulle dita di entrambe le mani e tirava pugni in un modo che un uomo avrebbe invidiato. Un'altra delle Forty Elephants era Lilian Goldstein, nata Kendall, che era anche un'autista per lo smash and grab raider Ruby Sparks, definita dalla stampa e dalla polizia come "The Bobbed-Haired Bandit".

## Vita privata
Alice non si sposò mai, ma ebbe una relazione con Bert McDonald, uno dei leader dei Forty Elephants. Maggie Hill sposò il criminale di lunga data Alfred Hughes. Alice Diamond morì all'11 di Marnock House, a Southwark, vicino al mercato di "East Lane", nel 1952.

## Nella cultura di massa
Alice Diamond e le Forty Elephants sono tra i protagonisti del secondo romanzo della serie dei delitti Mitford Morte di un giovane di belle speranze di Jessica Fellowes.